# LeVert
LeVert was een Amerikaanse R&B-groep uit Cleveland, Ohio.
De groep werd gevormd in 1983 en bestond uit Sean en Gerald Levert (zonen van Eddie Levert, oprichter en leadzanger van de O'Jays) en Marc Gordon. Met het nummer Casanova hadden ze een grote hit in 1987. De groep werd in 1997 ontboden.